# Vladimír Dunděra
Vladimír Dunděra (24. února 1903 Malínky – 1. července 1942 Kounicovy koleje) byl český lékař a odbojář v období druhé světové války popravený nacisty.

## Život

### Před druhou světovou válkou
Vladimír Dunděra se narodil 24. února 1903 v Malínkách na Vyškovsku v rodině zedníka Františka Dunděry (1877–1918) a Františky, rozené Lukášové (1879–1965), později znovu provdané Švančarové. Jeho otec bojoval v první světové válce a zemřel v lesním táboře u Monte Pertice v dnešní italské provincie Belluno. Vystudoval gymnázium v Bučovicích a poté Lékařskou fakultu Masarykovy univerzity, kde promoval v roce 1930. Během studií si byl nucen vydělávat jako zedník, po nich absolvoval prezenční vojenskou službu, během které se 19. července 1930 oženil s Gabrielou Varhaníkovou, manželům se posléze narodily dvě děti. Po návratu z vojny si zřídil ordinaci v Kyjově, kterou dvakrát přestěhoval, v roce 1937 do vlastního nového domu čp. 616 postaveného dle návrhu architekta Josefa Poláška. Jako lékař byl velmi úspěšný. Byl veřejně činný, ochotničil, byl cvičitelem a vzdělavatelem Sokola, členem městského zastupitelstva v Kyjově, rád se oblékal do slováckého kroje, jezdil na koni. Během všeobecné mobilizace v roce 1938 působil jako lékař mobilizačního pluku v Hodoníně.

### Druhá světová válka
Po německé okupaci v březnu 1939 vstoupil do protinacistického odboje v řadách Obrany národa. V roce 1942 poskytli manželé Dunděrovi zdravotní ošetření a podporu veliteli výsadku Zinc Oldřichu Pechalovi a jeho spolupracovníkovi Cyrilu Žižlavskému. Za to byli oba 22. června 1942 zatčeni gestapem, převezeni do brněnských Kounicových kolejích, kde byli 1. července téhož roku popraveni.

## Rodina
V roce 1931 se manželům Dunděrovým narodila dcera Helena, budoucí farmaceutka, později provdaná Minaříková, a v roce 1933 syn syn Jiří, pozdější lékař a publicista. Poté, co osiřeli, se jich ujali rodiče jejich matky Josef a Marie Varhaníkovi. Jeho bratr František Dunděra se za války stal příslušníkem Royal Air Force a v roce 1941 zahynul při cvičném letu. Druhý bratr byl Augustin Dunděra (1907–1979).

## Posmrtná ocenění

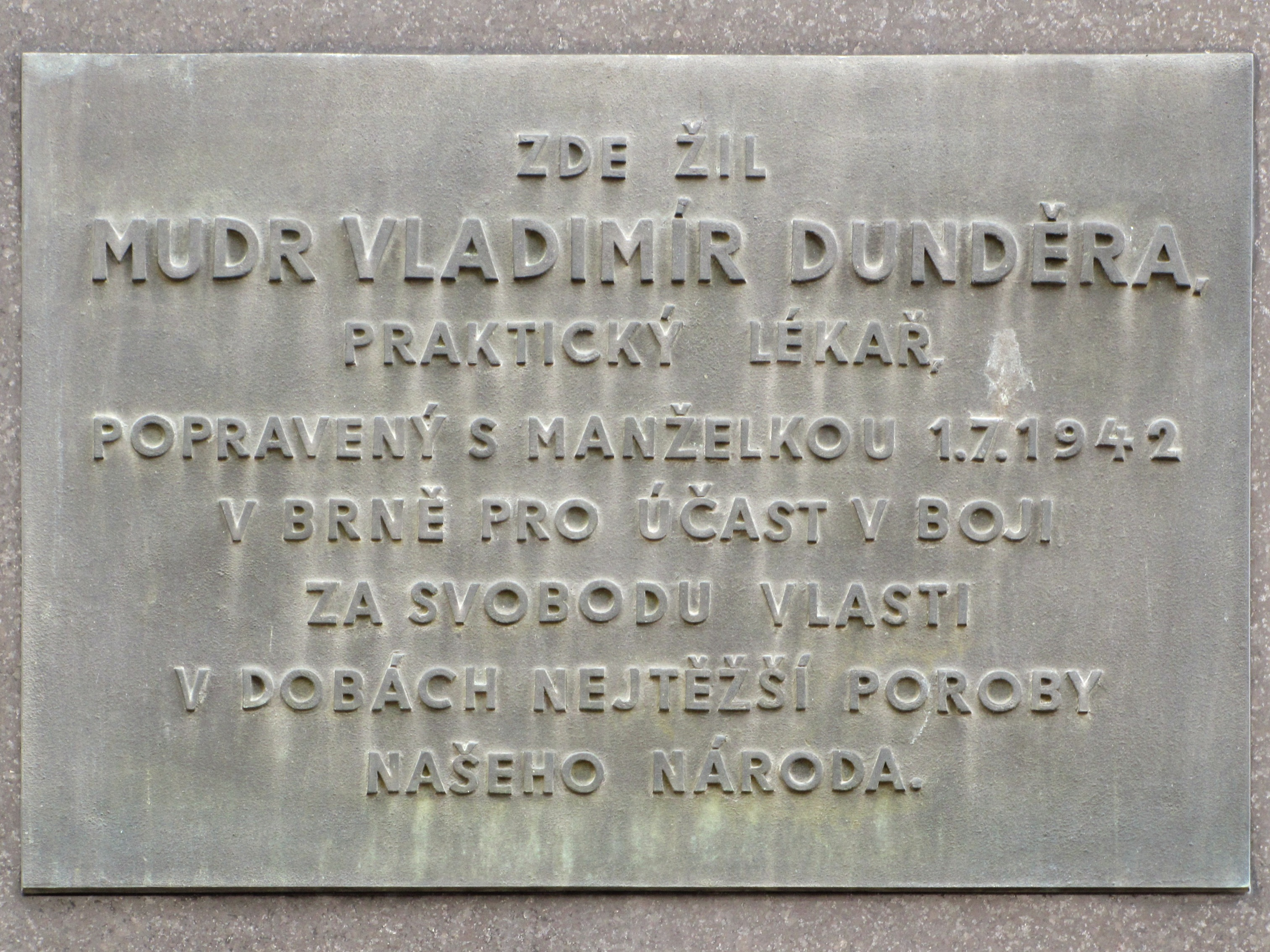
Pamětní deska manželů Dunděrových v Kyjově na domě čp. 616

- Vladimír Dunděra obdržel in memoriam Československý válečný kříž 1939
- Vladimír Dunděra byl in memoriam povýšen do hodnosti štábního kapitána v záloze
- Na jejich domě čp. 616 v Kyjově byla manželům Dunděrovým odhalena pamětní deska[4]